# Беренис
Беренис (араб. برنيس‎) — посёлок в южной части побережья Красного моря, принадлежащего Египту. Находится на месте античного порта Береника, приблизительно в 140 км к югу от Марса-Алама и в 85 км к северу от Шалатина. Относится к мухафазе Красное Море.

## История
Античный порт Береника Троглодитика основан, по-видимому, в 275 году до н. э. египетским царём Птолемеем II Филадельфом и назван им в честь матери — Береники I. Кроме удобной естественной бухты, основание порта в этом месте связано с близостью острова Забаргад, где за 15 столетий до нашей эры уже добывались топазы и аквамарины.
В римское время Береника и Миос Хормос служили основными западными портами римско-индийской торговли. На это указывает, в частности, обнаружение здесь в 2018 году древней статуи Будды (см. Будда из Береники). Ещё одним значимым эллинистическим портом на Красном море была Арсиноя.

## Современность
По состоянию на 2012 год для посещения Береники иностранцами требуется разрешение. Прямо к северу от посёлка начинаются современные гостиничные комплексы, которые иностранцы могут посещать без особого разрешения. А расположенный поблизости военный аэродром Рас-Банас, построенный советскими военными специалистами в 1970 г. (с полосами, способными принимать современные самолёты с туристами), вызывает у инвесторов надежды на превращение Береники со временем в крупный центр международного пляжного туризма.
По состоянию на 2012 год через Беренику ежедневно проходит пять пар местных пассажирских автобусов, курсирующих между Марса-Аламом и Халаибом.

## Климат и природа
Температура воздуха днём в зимние месяцы (с октября по март) колеблется в пределах 18—35 °C, в летние (с мая по сентябрь) она составляет 20—45 °C. Температура воды в течение года составляет 22—29 °C.
Так же, как и в расположенном южней национальном парке Гебель-Эльба, на побережье у Береники уже чувствуются некоторые следы достаточного увлажнения: часть берегов покрыта дикорастущими зелёными растениями, начинают встречаться плавучие островки. К северу же от Береники берег такой же, как в Марса Аламе или Хургаде: выжженные тропическим солнцем безжизненные скалы или песок.